# Natuurbranden in Australië 2019-2020

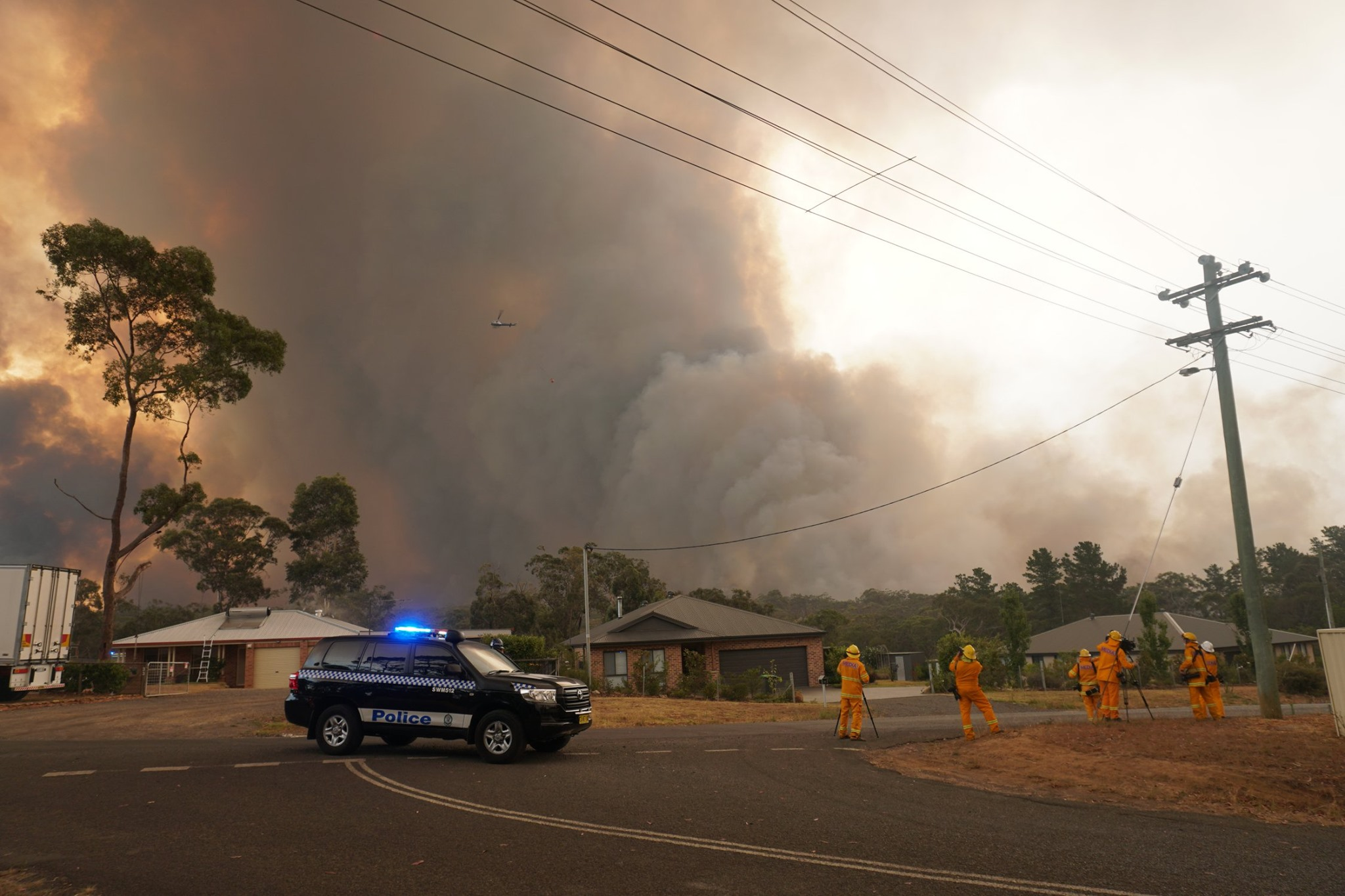
Natuurbrand in de buurt van Yanderra (New South Wales)

In 2019 braken er grote natuurbranden uit in verschillende delen van Australië. De getroffen gebieden omvatten onder andere de staat New South Wales (voornamelijk de noordkust, de Hunter Valley, de City of Hawkesbury, de Wollondilly Shire, de Blue Mountains en de zuidkust) en de streek rond de stad Adelaide.  In 2023 rapporteerde de Australian National University dat het verbrande gebied in 2019–2020 “ver onder het gemiddelde” was.

## Gebeurtenissen
Hoewel natuurbranden in Australië een jaarlijks terugkerend fenomeen vormen, zijn de branden van 2019 en 2020 bijzonder hevig. In november 2019 werd een aantal gebieden in het centrum en zuidoosten van de staat Queensland ook al getroffen door branden, maar daar waren de branden snel onder controle. Om alle branden te bestrijden werden brandweertroepen van over geheel Australië naar de getroffen gebieden gestuurd. Tegen het einde van 2019 was reeds vijf miljoen hectare bos- en natuurgebied in de vlammen opgegaan. In december 2019 werd de noodtoestand uitgeroepen in New South Wales, nadat recordtemperaturen de bosbranden nog meer aanwakkerden.
In december-januari hing dikke rook boven enkele grote steden, met extreem slechte luchtkwaliteit als gevolg. Dat was onder andere het geval in Sydney, Canberra en Melbourne. Bij de Australian Open die van start ging op 20 januari 2020, moesten enkele wedstrijden stilgelegd worden als gevolg van extreme rookontwikkeling.
Op 31 januari 2020 werd in Canberra en omgeving de noodtoestand uitgeroepen. Door de combinatie van hoge temperaturen en harde wind bestond het gevaar dat de bosbranden opnieuw zouden intensiveren.
Op 2 maart maakte de brandweer van New South Wales bekend dat er voor het eerst in 240 dagen geen bosbrand meer woeden in de deelstaat.

## Slachtoffers
Op 4 januari kwamen op Kangaroo Island een van de bekendste outbackpiloten van Zuid-Australië en zijn zoon om het leven terwijl ze de branden probeerden te bestrijden. Op 5 januari stond het dodental op minstens 24 slachtoffers.
Naar schatting zijn reeds meer dan een miljard dieren omgekomen, waaronder 30% van de gehele koalapopulatie van Queensland. Een natuurgebied ter grootte van 11 miljoen hectare werd reeds verwoest. De buidelmuis Sminthopsis aitkeni, die in het wild alleen voorkwam op Kangaroo Island, is daar vermoedelijk als gevolg van de branden geheel verdwenen. Een tussentijds rapport in opdracht van het Wereldnatuurfonds (WWF) raamde in juli 2020 het aantal getroffen dieren op bijna 2 miljard.

## Nawerking
Vanaf 15 januari 2020 begon het in grote delen van zuidoost Australië te regenen, tot grote voldoening van de getroffen bevolking. Echter, de regen ontaardde op een aantal plaatsen in stortbuien en overstromingen. Op andere plaatsen ontstonden stofstormen.
Intussen trokken de rookpluimen van de natuurbranden rondom het hele zuidelijk halfrond, zo stelde de NASA vast.  
De branden hebben ook geleid tot een grote uitstoot van koolstofdioxide: volgens sommige berekeningen zou de uitstoot op 10 januari 2020 al meer dan 400 miljoen ton hebben bedragen, meer dan de emissies van de 116 minst-uitstotende landen, en negen maal meer dan de bosbranden in Californië van 2018.

## Oorzaken, en verband met de droogte
Sommige branden bleken te zijn aangestoken door brandstichters. In de media werd dit door onder meer president Trump en Fox News benadrukt, maar volgens de brandweer van de Staat Victoria ontstonden verreweg de meeste branden als gevolg van droog onweer. Een directe oorzaak van de uitzonderlijk droge en warme periode is de schommeling van de Indische Oceaandipool, een klimaatfenomeen vergelijkbaar met El Niño. Modellering voorspelt dat de Indische Oceaandipool vaker zal optreden door de opwarming van de Aarde.